# آموزش در ارمنستان
آموزش در ارمنستان جایگاه ویژه‌ای دارد. وزارتخانه آموزش و علوم این حوزه را اداره می‌کند.
پس از استقلال ارمنستان در سال ۱۹۹۱، در حالی که خدمات بهداشتی و رفاه بر طبق همان برنامه‌ریزی سابق حکومت شوروی پیش می‌رفت، آموزش و پرورش به نسبت دیگر خدمات اجتماعی از توسعه سریع‌تری برخوردار شد.
امروزه ارمنستان به دنبال به کارگیری روش‌های نوین در نظام آموزش عالی خود هست و همچنین می‌کوشد که به استاندارد‌های «EHEA» (حوزه آموزشی عالی در اروپا) برسد.
طبق آمار «HRMI» (سنجش فعالیت‌های حقوق بشری) ارمنستان تنها توانسته هست که به ۸۴/۹ درصد از حقوق آموزش دست یابد.  با توجه به میزان درآمد ارمنستان، نسبت به بودجه تخصیص داده شده، آموزش ابتدایی به ۷۸/۲ درصد و آموزش متوسطه به ۹۱/۶ درصد از ظرفیت‌های خود دست یافته هست.

## نرخ سواد
نرخ سواد در دهه ۱۹۶۰ میلادی، ۱۰۰ درصد گزارش شد. در اواخر دهه ۱۸ و ۱۹ میلادی، نرخ سواد ریاضی در ارمنستان در زمرهُ کمترین درصد‌ها قرار داشت؛ که ممکن هست در نتیجه نظام آموزشی تحت اداره عثمانی و ایران بود که فقط تحت اداره روسیه به طور تدریجی بهبود یافت.  تحت اداره حکومت کمونیستی، نظام آموزشی ارمنستان بر طبق استاندارد‌های شوروی اداره می‌شد؛ دولت برنامه درسی و شیوه‌ تدریس را تماما کنترل می‌کرد و فعالیت‌های آموزشی ارتباط تنگاتنگی با دیگر جنبه‌های جامعه مانند سیاست، فرهنگ و اقتصاد داشت. در این دوره آموزش  ابتدایی و متوسطه در کشور رایگان و اجباری بود.
در اوایل دهه ۱۹۹۰، ارمنستان تغییراتی اساسی در نظام آموزشی مرکزگرا و سختگیرانه کمونیستی خود ایجاد کرد.  از آنجایی که ۹۸ درصد دانشجویان ارمنی بودند، برنامه درسی بر تاریخ و فرهنگ کشور توجه کرد. زبان ارمنی به زبان غالب حوزه آموزشی کشور تبدیل شد و با پایان سال ۱۹۹۱، بسیاری از مدارس آموزش زبان روسی بسته شد. اگرچه زبان روسی همچنان به طور گسترده به عنوان زبان دوم آموزش داده می‌شد. امروزه در میان جوانان ارمنی، یادگیری زبان انگلیسی رواج بالایی دارد و شورای فرهنگی بریتانیا برنامه‌های متعدد یادگیری زبان انگلیسی را در ارمنستان دایر کرده هست. در ۲۲ اوت  سال ۲۰۱۸، دولت ارمنستان مدرسه دوستی میان چین و ارمنستان را در ایروان تاسیس کرد. این مدرسه که اولین مدرسه چینی زبان کشور هست، به بزرگترین موسسه‌ُ آموزش زبان چینی در منطقه اروپای شرقی و اوراسیا تبدیل شد.

## موسسات آموزشی

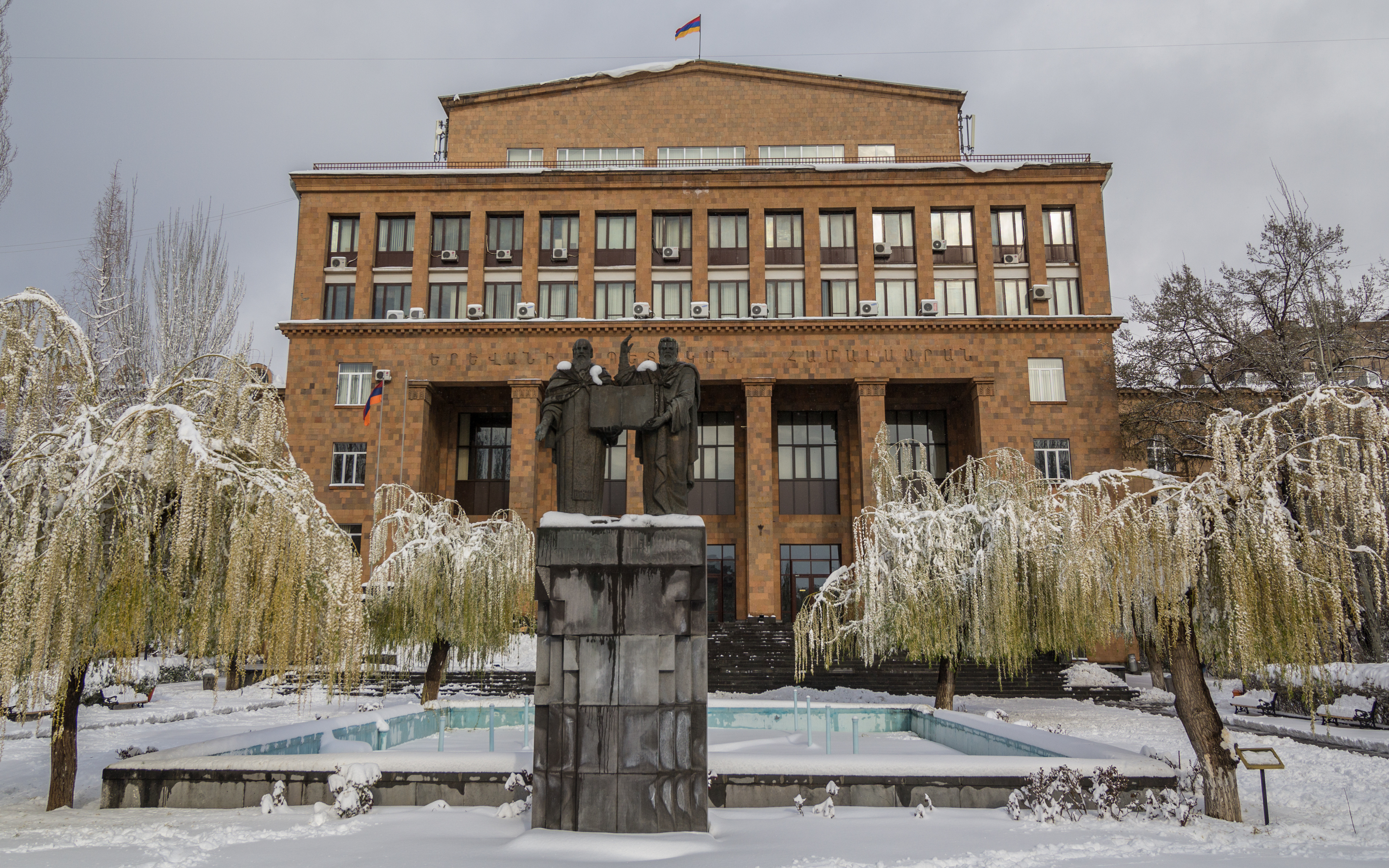
دانشگاه دولتی ایروان

در سال آموزشی ۱۹۹۱-۱۹۹۰، به طور متوسط ۱۳۰۷ مدرسه ابتدایی و متوسطه، در ارمنستان دایر و تعداد دانش‌‌‌آموزان ۶۰۸۸۰۰ نفر بود. همچنین هفتاد مرکز تخصصی آموزشی متوسطه با حدود ۴۵۹۰۰ نفر دانش‌آموز مشغول به کار بود. ده مرکز آموزش عالی نیز در کشور وجود داشت که ۶۸۴۰۰ دانشجویان در آنجا تحصیل می‌کردند. علاوه بر این، ۳۵ درصد از کودکان واجد شرایط در پیش‌دبستانی‌ تحصیل می‌کردند.
در سال آموزشی ۱۹۸۹-۱۹۸۸، از هر ده هزار نفر، ۳۰۱ نفر تحصیلات متوسطه تخصصی، یا تحصیلات عالی داشتند که نسبت به متوسط شوروی نرخ کمتری بود. در سال ۱۹۸۹، ۵۸ درصد از ارمنی‌های بالای پانزده سال تحصیلات متوسطه خود را به اتمام رسانند و ۱۴ درصد تحصیلات عالی داشتند. 

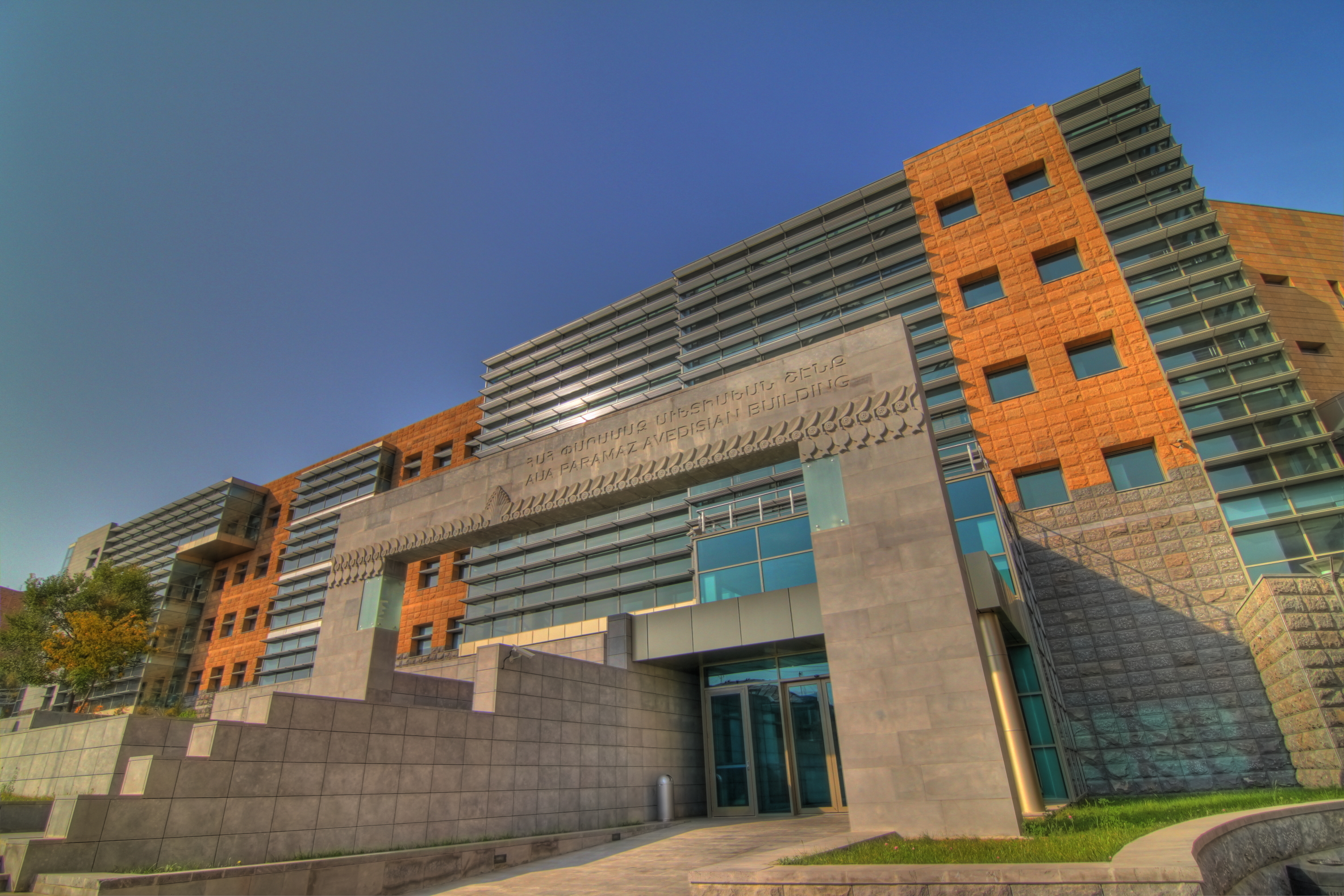
دانشگاه آمریکایی ارمنستان

دانشگاه دولتی ایروان، که بزرگترین مرکز آموزش عالی در کشور هست، در سال ۱۹۹۲ هجده گروه آموزشی از جمله علوم اجتماعی، حقوق و علوم تجربی داشت. در این دانشگاه حدود ۱۳۰۰ نفر استاد و ده هزار نفر دانشجو فعالیت می‌کردند. در سال ۱۹۸۹  دانشکده مهندسی عمران و معماری ایروان تاسیس شد.
با هدف گسترش دانشگاه دولتی ایروان، دانشکده‌های متعددی افتتاح شد؛ مانند تاسیس دانشکده پزشکی در سال ۱۹۳۰؛ که یک مرکز پزشکی نیز بود. در سال ۱۹۸۰ دانشگاه پزشکی دولتی ایروان (YSMU) به علت دوره‌های شایسته و خدمات برتر خود در پیشرفت علوم پزشکی، برندهُ نشان پرچم سرخ کار شد. این دانشگاه در سال۱۹۸۹، به نام مخیتار هراتسی که به عنوان پدر پزشکی ارمنی شناخته می‌شود، تغییر نام داد. تعداد زیادی از دانشجویان خارجی در دانشگاه پزشکی دولتی ایروان اهل هند، نپال، سری‌لانکا، ایالات متحده و روسیه هستند. 

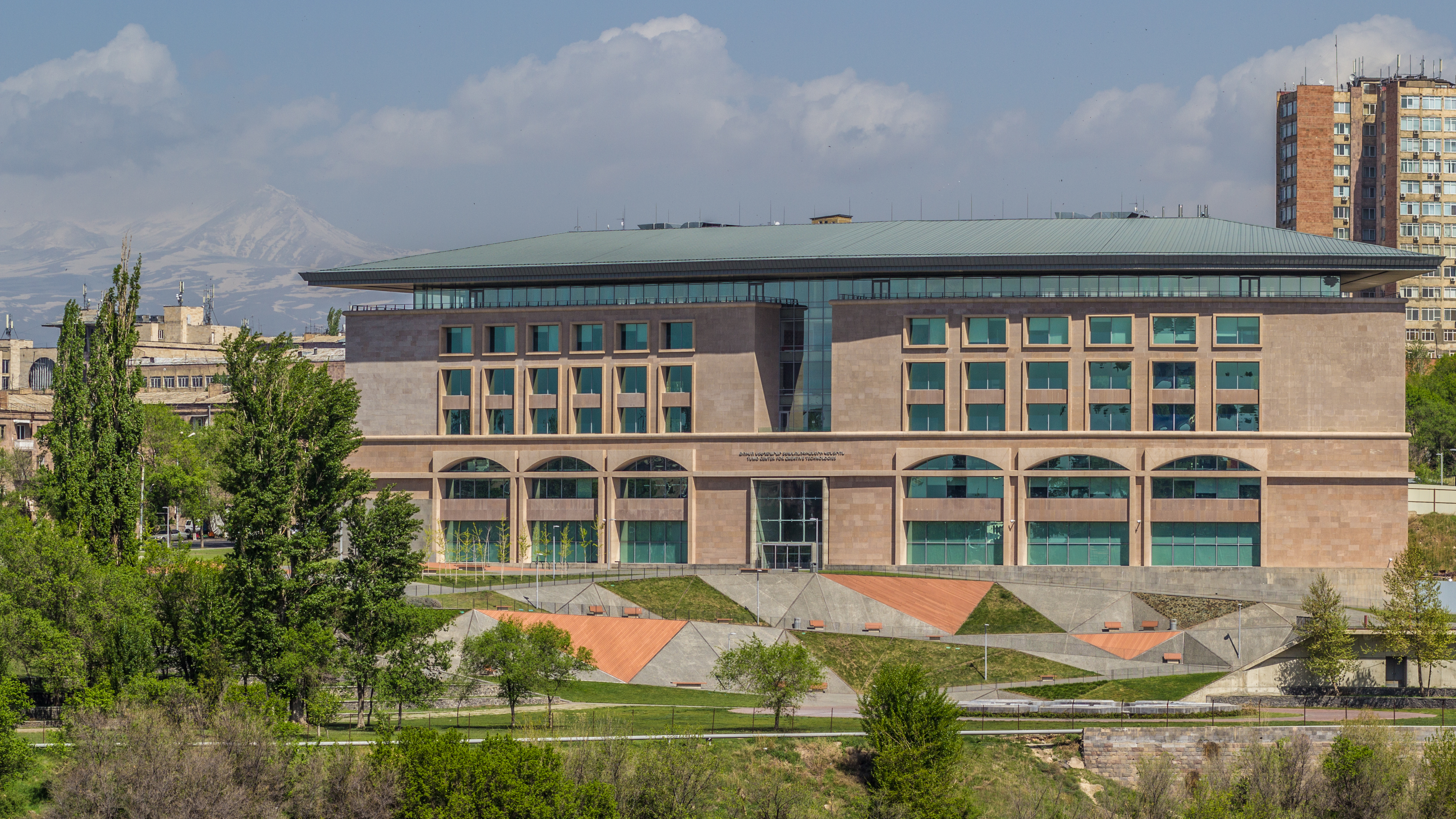
مرکز نوآورانه فناوری‌های تومو

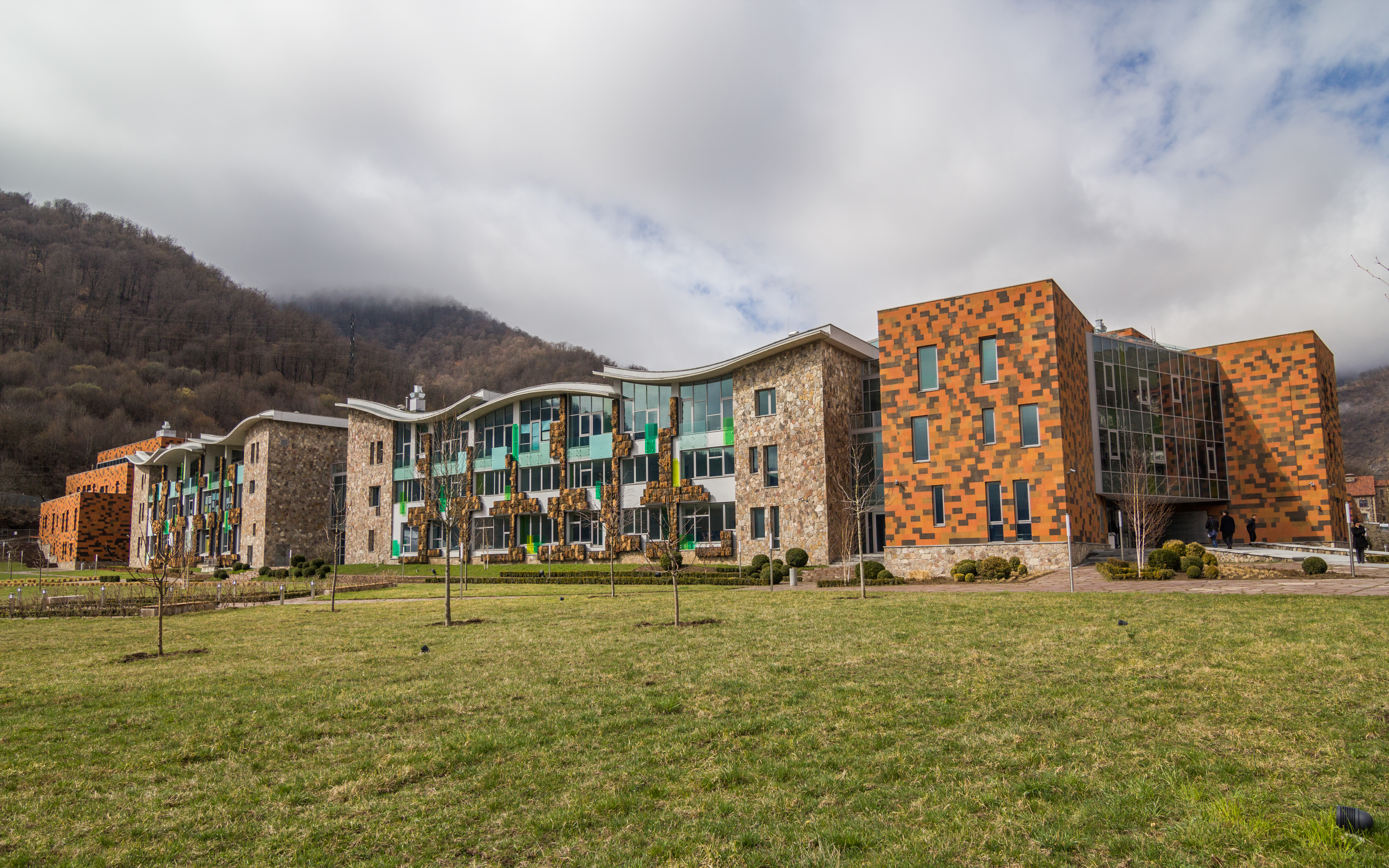
یودابلیوسی دیلیجان

از دیگر دانشگاه‌های ارمنستان میتوان به دانشگاه آمریکایی ارمنستان و دانشگاه بین‌المللی اوراسیا اشاره کرد. دانشگاه بین‌المللی اوراسیا از مراکز خصوصی آموزش عالی در ایروان هست که در سال ۱۹۹۶ دایر شد. از سال ۲۰۰۷، این دانشگاه با الزامات فرایند بولونیا مطابقت داده شد.
صندوق کودکان ارمنستان برای کمک به ساکنان مناطق روستایی ارمنستان تاسیس شد و امکان گذراندن دوره‌هایی رایگان در حوزه‌ تکنولوژی، هنر، تجارت، ارتباطات و محیط‌زیست را فراهم می‌کند.
به طور کلی در ارمنستان، ۲۶ دانشگاه دولتی، از جمله چهار دانشگاه بین‌المللی، و ۳۳ مرکز خصوصی آموزش عالی فعالیت می‌کتد. نظام آموزشی این کشور در حوزه‌ُ فیزیک، ریاضیات، شیمی، میکروبیولوژی، مهندسی، پزشکی، فناوری اطلاعات و مطالعات ارمنی قوی هست.
| شماره | نام                                               | سال تاسیس | برخی از گروه‌های آموزشی | وبسایت رسمی            |
| ----- | ------------------------------------------------- | --------- | --- | ---------------------- |
| ۱     | دانشگاه دولتی ایروان                              | ۱۹۲۰      | تاریخ، فلسفه ارمنی، شیمی، قیزیک، اقتصاد، ریاضیات، مکانیک، زیست‌شناسی، جغرافیا، فلسفه روسی، مطالعات شرقی، جغرافیا، روانشناسی، مخابرات، جامعه‌شناسی. | https://www.ysu.am/    |
| ۲     | دانشگاه پزشکی دولتی ایروان                        | ۱۹۳۰      | پزشکی عمومی، بهداشت عمومی، داروسازی، دهان‌شناسی، و تحصیلات تکمیلی. زبان‌ تحصیل: ارمنی، روسی و انگلیسی                                              | https://www.ysmu.am/   |
| ۳     | دانشگاه ملی پلی‌تکنیک ارمنستان                     | ۱۹۳۳      | شیمی، برق، معدن، مخابرات، کامپیوتر، ریاضیات کاربردی، مکانیک.                                                                                     | https://www.seua.am/   |
| ۴     | دانشگاه دولتی زبان‌ها و علوم اجتماعی بروسوف ایروان | ۱۹۳۵      | زبان خارجی (انگلیسی، فرانسوی، آلمانی، ایتالیایی، یونانی، فارسی، اسپانیایی) ادبیات (انگلیسی، فرانسوی، اسپانیایی، آلمانی)                          | https://www.brusov.am/ |
| ۵     | دانشگاه دولتی اقتصاد ارمنستان                     | ۱۹۷۵      | علوم کامپیوتر و آمار، حسابداری، مدیریت. | https://asue.am/       |
| ۶     | دانشگاه ارمنی- روسی                               | ۱۹۹۷      | اقتصاد، علوم سیاسی، زیست‌شناسی و پزشکی، فلسفه، حقوق. زبان‌ تحصیل: روسی                                                                             | https://rau.am/        |
| ۷     | دانشگاه فرانسوی در ارمنستان                       | ۲۰۰۰      | حقوق، مدیریت، ریاضیات کاربردی، علوم کامپیوتر. زبان‌ تحصیل: ارمنی، فرانسوی، انگلیسی                                                                |                        |
| ۸     | دانشگاه آمریکایی ارمنستان                         | ۱۹۹۱      | تجارت و اقتصاد، علوم اجتماعی، علوم و مهندسی، بهداشت عمومی.                                                                                       | https://aua.am/        |
| ۹     | دانشگاه اروپایی ارمنستان                          | ۲۰۰۱      | اقتصاد و مدیریت، حقوق، گردشگری، زبانشناسی. | https://eua.am/        |
| ۱۰    | دانشگاه اقتصاد پلخانف روسیه                       | ۱۹۹۹      | اقتصاد، مدیریت. |                        |
| ۱۱    | دانشگاه بین‌المللی اوراسیا                         | ۱۹۹۷      | حقوق، زبان‌های خارجی، داروسازی، خبرنگاری. |                        |

## تفاهم‌نامه‌های حوزه آموزش عالی
ارمنستان در سال ۲۰۰۵ اعلامیه فرایند بولونیا را امضا کرد. طبق این تفاهم‌نامه، کیفیت آموزش عالی کنترل می‌شود. ارمنستان همچنین از اعضای انجمن دانشگاهی اروپایی و هورایزن اروپا هست.
از سال ۲۰۰۴، آموزش عالی ارمنستان به برنامه اراسموس ماندوس پیوست.

## ترک تحصیل
طبق مطالعات یونیسف، جمعیت زیادی از دانش‌آموزان از مدرسه غیبت، یا ترک تحصیل می‌کنند که به مشکل کودکان کار و کیفیت نظام آموزشی ارمنستان مرتبط هست. در بین سال‌های ۲۰۰۲ تا ۲۰۰۵، نرخ ترک تحصیل ۲۵۰ درصد افزایش یافت و حدود ۱۵۳۱ دانش‌آموز در طی ۲۰۰۳-۲۰۰۲ ترک تحصیل کردند که این رقم در ۲۰۰۵-۲۰۰۴ به ۷۶۳۰ نفر افزایش یافت.

## فعالیت های فوق برنامه
در قرن بیست‌و‌یکم فعالیت‌های متعدد و تکنولوژی محور فوق برنامه در نظام آموزشی ارمنستان گنجانده شد و به این منظور مراکزی مانند مرکز نوآورانه فناوری‌های تومو و صندوق کودکان ارمنستان دایر شد.